# Kaufingerstraße
La Kaufingerstraße est l'une des plus anciennes rues de Munich et, avec la Neuheuser Straße voisine, l'une des rues commerçantes les plus importantes et les plus chères à Munich. 

## Situation et accès

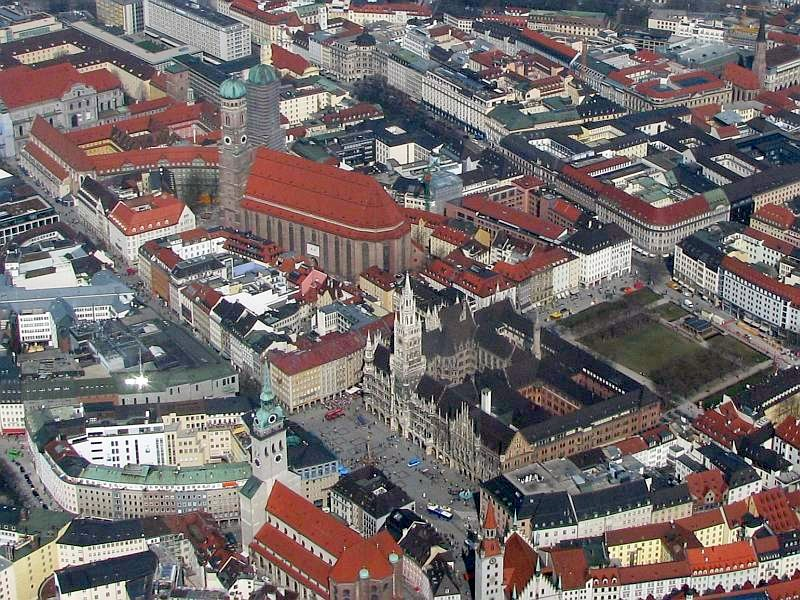
Vue aérienne de la Kaufingerstraße (en haut à gauche) jusqu'à la Marienplatz (milieu en bas)

La Kaufingerstraße est limitrophe à l’ouest de la Marienplatz et fait partie du vaste axe ouest-est de la vieille ville historique. Elle fait partie de la Route du Sel allant de Salzbourg ou de Reichenhall via Landsberg jusqu'en Suisse. Elle s'étend sur 300 mètres, et son extension s'appelle Neuhauser Straße. 

## Origine du nom
La Kaufingerstraße tire probablement son nom du patricien Chunradius Choufringer, mentionné pour la première fois dans un document du 28 mai 1239 où il apparaît comme témoin. Il est probable qu'il possédait une maison notable dans cette rue. Pendant un temps, on a cru qu'un lieu appelé « Kaufing » était à l'origine du nom, mais cette hypothèse n'est pas confirmée. Cependant, en raison de cette idée, Kaufingerstraße est parfois écrit à tort en deux mots.
La rue, qui s’écrivait à l'origine Kaufringerstraße, a perdu pour la première fois la lettre « r » après le « f » en 1379, et depuis le XVIIe siècle au plus tard, la rue n'est plus appelée Kaufingerstraße sans le « r ».

## Historique

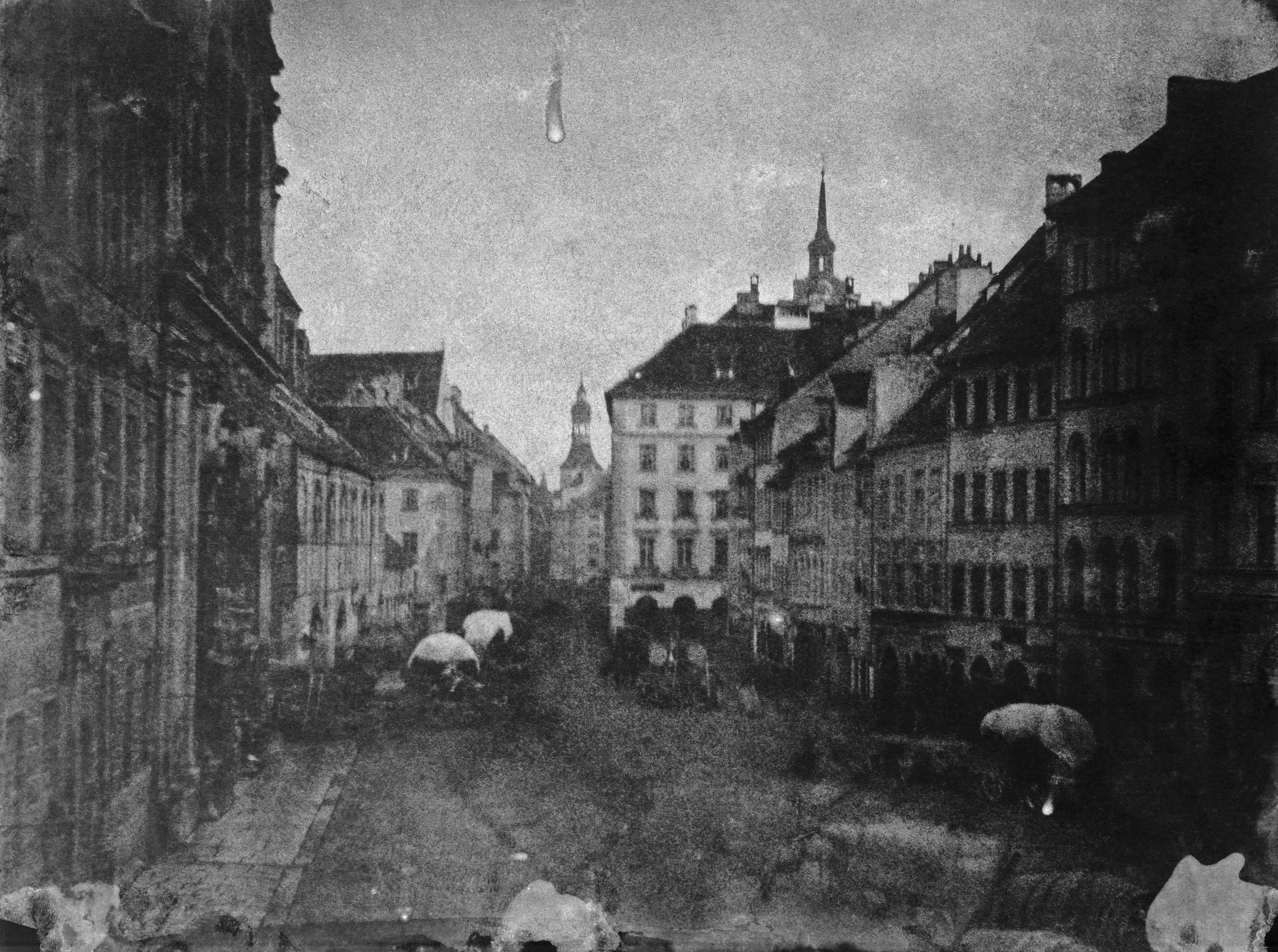
La Michaelskirche, située à gauche de la rue Neuhauser Straße et offrant une vue sur la Kaufingerstraße à Munich, en 1839

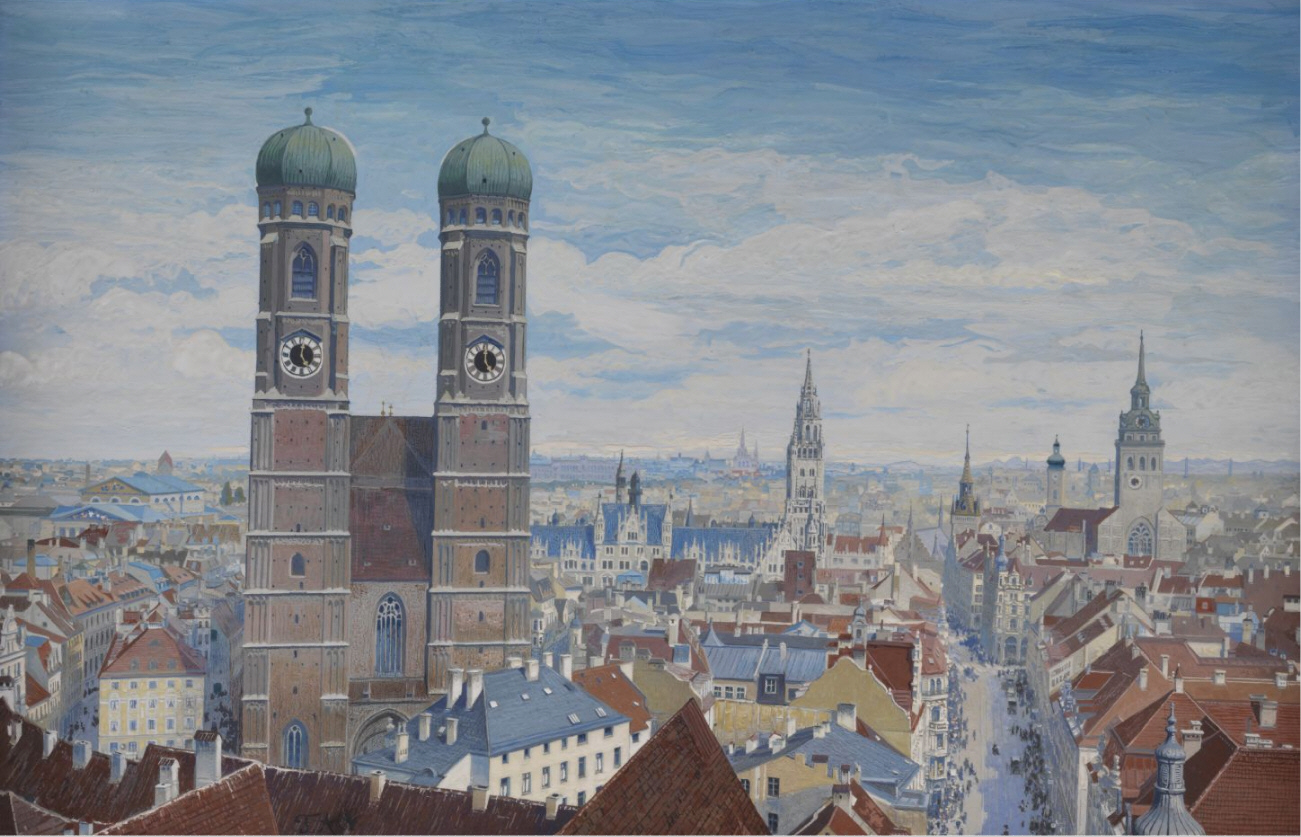
Vue de l'église Notre-Dame (à gauche) et de la Kaufingerstraße (à droite), vers 1910

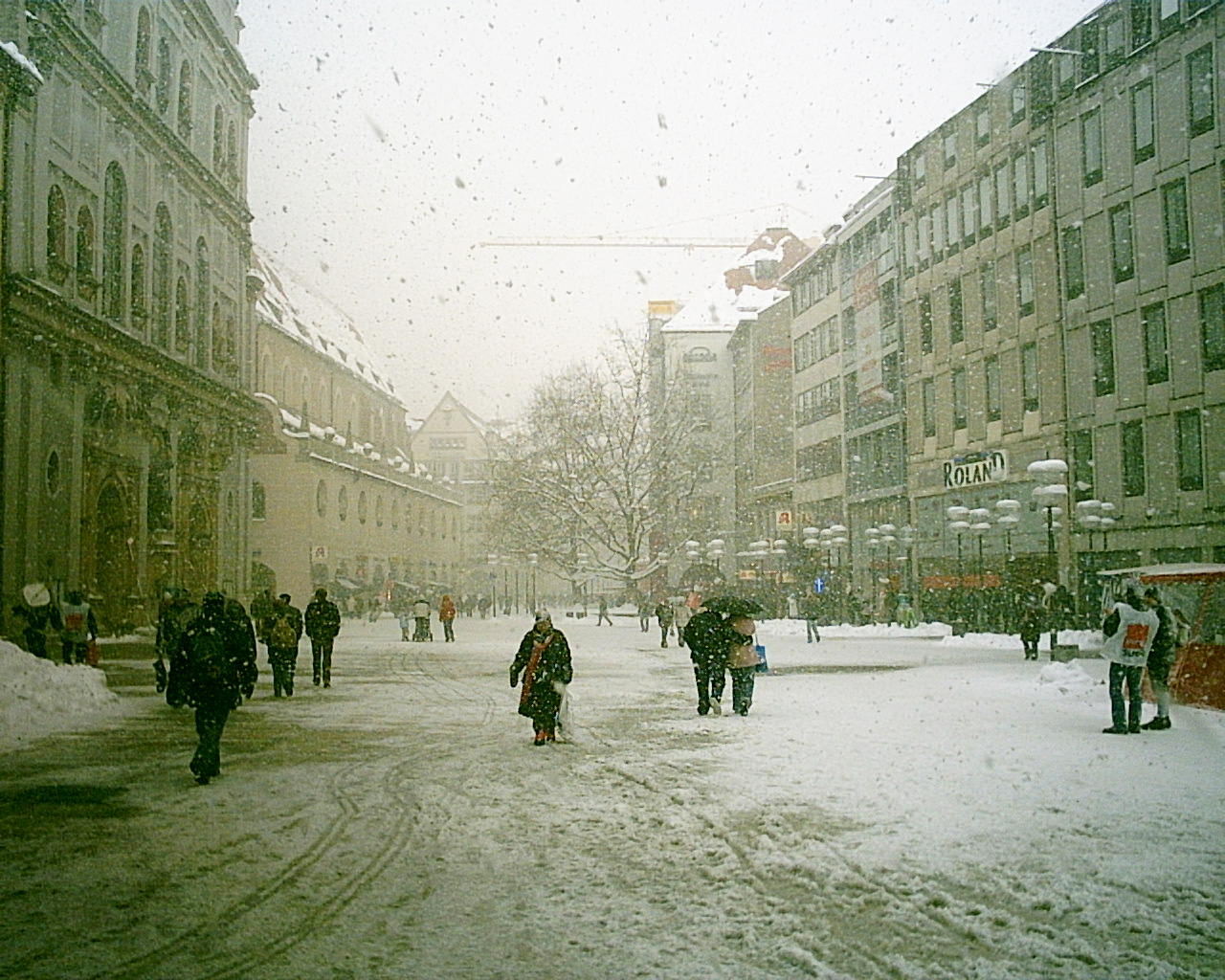
Vue en hiver

Au XIXe siècle, les immeubles résidentiels baroques des marchands munichois ont été remplacés par des grands magasins. Le plus grand bâtiment commercial "Zum Schönen Turm" est aujourd'hui le "Hirmer Herrenbekleidungshaus" (maison de vêtements pour hommes Hirmer). 
Pendant la Seconde Guerre mondiale, les magasins de la Kaufingerstraße ont été en grande partie détruits et finalement démolis. Dans les années 1990 et les années suivantes, les bâtiments des années 1950 et 1960 ont été à nouveau remplacés par des bâtiments post-modernes. 

## Commerce
La Kaufingerstraße a toujours été un axe de circulation très important. Depuis 1972, elle fait partie de la zone piétonne du centre de Munich. À cette fin, l’Altstadtring a été construit pour diriger le trafic autour de la vieille ville. En conséquence, l’ancienne section des lignes de tramway reliant Karlsplatz (Stachus) à Isartor a été fermée. La ligne principale du S-Bahn de Munich a été ouverte la même année sous la Kaufingerstraße en tant qu'axe de trafic supplémentaire. 
Avec une moyenne de 12 975 passants à l'heure (au 5 mai 2011), la Kaufingerstraße est l'une des rues commerçantes les plus actives en Allemagne. Les prix d’achat, de location et de construction sont les plus élevés d'Allemagne. Les prix de location sont d'environ 300 € et les prix d'achat d'environ 50 000 € par mètre carré (en 2008). En 2008, la rue faisait partie des 10 endroits commerciaux (9e place) avec les loyers les plus élevés au monde. En 2010, elle se situait à la troisième place des rues commerçantes les plus fréquentées d’Allemagne, avec 11 905 passants à l’heure. En 2011, derrière la Zeil à Francfort-sur-le-Main, la Kaufingerstraße est devenue la 4e des rues commerçantes les plus visitées d'Allemagne (13 035 passants à l'heure). Selon une étude de Jones Lang LaSalle (JLL), il s’agissait de la rue la plus fréquentée de Munich avec 13 515 passants à l’heure. De ce fait, Munich est la seule ville allemande qui compte deux rues commerçantes parmi les cinq plus visitées, avec la Neuheuser Straße voisine. Selon une analyse de JLL de 2015, la Kaufingerstraße est la rue commerçante la plus chère d'Allemagne avec un loyer maximal de 360 euros par mètre carré.

## Bâtiments remarquables et lieux de mémoire

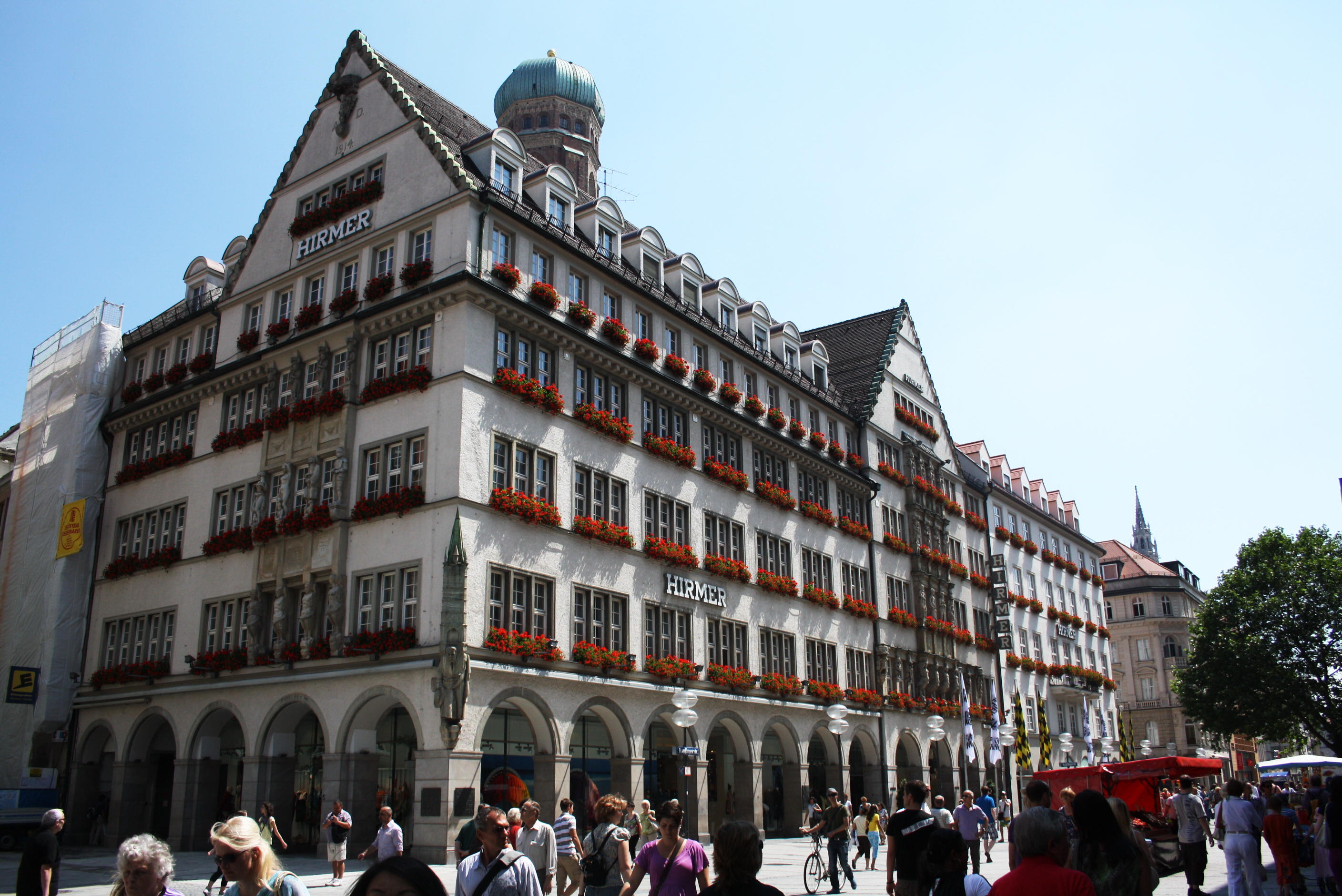
Bâtiment commercial Zum "Schönen Turm"

- Maison d'habitation Kaufingerstraße 2 (vers 1770, aujourd'hui reliée au Thomass-Eck, Marienplatz 1)
- Bâtiment commercial "Zum Schönen Turm" (aujourd'hui "Hirmer, Eugen Hönig & Karl Söldner", 1914; sculptures de Julius Seidler)
- Plaque commémorative pour le "Schönen Turm" (dans le grand magasin "Hirmer", Kaufingerstraße 28, avec plan dans le pavage des rues)